# Gerard Heystee
Gerard Willem Marie Heystee (Helmond, 17 maart 1921 - Laren, 24 april 2001) was een Nederlands acteur, presentator en voordrachtkunstenaar.

## Biografie
Na een opleiding aan de handelsschool en toneellessen van onder anderen Louis van Gasteren en Eduard Verkade debuteerde hij met een bewerking van het stuk Gijsbrecht van Aemstel. Vanaf 1944 werkte hij mee aan programma's van Radio Herrijzend Nederland. Heystee werkte vervolgens voor het Amsterdams Toneelgezelschap en later legde hij zich meer toe op radio- en televisiewerk.
Op tv was hij te zien in stukken van Herman Heijermans, Anton Tsjechov en Christopher Fry en kinder- en amusementprogramma's als Ja zuster, nee zuster, De avonturen van Liang Wang Tsjang Tsjeng en Swiebertje. Ook presenteerde hij ballet- en dierenprogramma's. Later werd hij toneeladviseur van de provincie Limburg en doceerde hij dramatische vorming. Heystee sprak ook verschillende luister-lp's in en samen met Tineke van Leer maakte hij een serie grammofoonplaten voor de Show'N Tell.

## Filmografie
| Jaar      | Programma                                 | Rol                                         | Opmerking      |
| --------- | ----------------------------------------- | ------------------------------------------- | -------------- |
| 1956-1960 | Hokus Pokus dat kan ik ook                | Liang                                       | Televisieserie |
| 1960-1961 | De avonturen van Liang Wang Tsjang Tsjeng | Liang                                       | Televisieserie |
| 1962-1964 | De avonturen van Okkie Trooy              | Majoor fabelwachter                         | Televisieserie |
| 1963      | Fietsen naar de maan                      | Cellist                                     | Televisieserie |
| 1963      | Het grote begin                           | Verteller                                   | Televisiefilm  |
| 1963      | Deur haasken, dodelijk haasken            | Joost van den Vondel                        | Televisiefilm  |
| 1964      | Romeo & Julia                             | Balthasar                                   | Televisiefilm  |
| 1965      | Alleen op de wereld                       | Galley                                      | Televieserie   |
| 1966-1968 | Ja zuster, nee zuster                     | Notaris                                     | Televisieserie |
| 1969-1972 | Swiebertje                                | Boudewijn Dingedas                          | Televisieserie |
| 1987      | Dossier Verhulst                          | EHBO-arts                                   | Televisieserie |
| 1991      | Goede tijden, slechte tijden              | Meneer Malko                                | Televisieserie |
| 1993-1995 | Vrouwenvleugel                            | Ferdinand Kramer (verloofde Jantje Kruimel) | Televisieserie |

## Discografie
| Jaar | Album         | Artiest                           | Aandeel         | Opmerking |
| ---- | ------------- | --------------------------------- | --------------- | --------- |
|      | Sprookjesland | Gerard Heystee en Tineke van Leer | Gesproken tekst | KinderLP  |